# Dingo (film)
Dingo is een Australische film uit 1991, geregisseerd door Rolf de Heer. Het script hiervoor werd geschreven door Marc Rosenberg, die de film ook mede heeft geproduceerd.
De film gaat over een jazz-fan (gespeeld door Colin Friels) die van Australië naar Frankrijk reist om in Parijs zijn idool, de trompettist Billy Cross (gespeeld door de trompettist Miles Davis) te ontmoeten. In de eerste scènes van de film landen Davis en zijn band op een landingsbaan in Australië, waar zij spelen voor verbaasde toeschouwers. Het optreden was een van Davis' laatste dat op film werd vastgelegd. Davis verzorgde ook de soundtrack voor de film, in samenwerking met Michel Legrand.

## Rolverdeling
| Acteur            | Personage        |
| ----------------- | ---------------- |
| Colin Friels      | John Anderson    |
| Miles Davis       | Billy Cross      |
| Helen Buday       | Jane Anderson    |
| Joe Petruzzi      | Peter            |
| Brigitte Catillon | Beatrice Boulain |
| Bernard Fresson   | Jacques Boulain  |
| Bernadette Lafont | Angie Cross      |
| Helen Doig        | Ruth             |
| Eric Oldfield     | Rod Fraser       |